# なうNOWスタジオ
なうNOWスタジオ（なうナウスタジオ）は、テレビ朝日系列で以前に生放送していたお昼のワイドショー番組。

## 概要
1985年10月18日にやらせリンチ事件の責任で終了した『アフタヌーンショー』の後を引き継ぐ形で、同年11月4日から1987年3月20日まで月曜日から金曜日の12:00～12:55に放送された（一部クロスネット地域は14:00～14:55、または15:00～15:55）。
司会は、テレビ朝日アナウンサー（当時）の渡辺宜嗣他。渡辺は、1985年9月まで、『トゥナイト』でリポーターとして出演し、同年10月から、『ニュースステーション』のリポーターにも起用されたが、『アフタヌーンショー』で起こったやらせリンチ事件が影響し、その後を埋めた形で司会抜擢された。テレビ朝日系列以外でも放送されていたため、渡辺が全国的に知られるきっかけともなった。
やらせリンチ事件で打ち切られた「アフタヌーンショー」の反省を踏まえ、ワイドショーの原点に一帰り、事件は一切扱わず、スキャンダルを抜いた芸能情報、生活情報で綴っていった。
1986年7月7日は体裁上、前日行われた衆参同日選挙開票速報番組『久米宏の選挙ステーション』の中断番組扱いとして放送されたが、実際には同番組の体裁のまま久米宏が進行の主導を担い、当番組の司会陣が久米のアシストとして加わる形となった（ネット局のテロップは通常通り表示されたが、時差ネット局の多くは本来の系列の開票速報の生放送に差し替えた）。
番組自体は好評だったが『新・アフタヌーンショー』を新たに立ち上げるために1年半で番組は終了した。

## その他の出演者
- サブ司会
  - 岸ユキ（月 - 木曜）
  - 榊原るみ（金曜）
  - 細川隆一郎

## ネット局
遅れネット局は14:00 - 14:55または15:00 - 15:55に放送していた。
系列は放送当時のもの。
| 放送対象地域  | 放送局                        | 系列                                         | ネット形態 | 備考                                                |
| ------------- | ----------------------------- | -------------------------------------------- | ---------- | --------------------------------------------------- |
| 関東広域圏    | 全国朝日放送 （ANB）          | テレビ朝日系列                               | 制作局     | 現：テレビ朝日（EX）                                |
| 北海道        | 北海道テレビ （HTB）          | テレビ朝日系列                               | 同時ネット |                                                     |
| 青森県        | 青森放送 （RAB）              | 日本テレビ系列 テレビ朝日系列                | 遅れネット |                                                     |
| 宮城県        | 東日本放送 （KHB）            | テレビ朝日系列                               | 同時ネット |                                                     |
| 秋田県        | 秋田放送 （ABS）              | 日本テレビ系列                               | 遅れネット |                                                     |
| 山形県        | 山形放送 （YBC）              | 日本テレビ系列 テレビ朝日系列                | 遅れネット |                                                     |
| 福島県        | 福島放送 （KFB）              | テレビ朝日系列                               | 同時ネット |                                                     |
| 新潟県        | 新潟テレビ21 （NT21）         | テレビ朝日系列                               | 同時ネット |                                                     |
| 長野県        | テレビ信州 （TSB）            | 日本テレビ系列 テレビ朝日系列                | 同時ネット |                                                     |
| 静岡県        | 静岡県民放送 （SKT）          | テレビ朝日系列                               | 同時ネット | 愛称：静岡けんみんテレビ 現：静岡朝日テレビ（SATV） |
| 富山県        | 北日本放送 （KNB）            | 日本テレビ系列                               | 遅れネット |                                                     |
| 石川県        | 北陸放送 （MRO）              | TBS系列                                      | 遅れネット |                                                     |
| 福井県        | 福井放送 （FBC）              | 日本テレビ系列                               | 遅れネット |                                                     |
| 中京広域圏    | 名古屋テレビ （NBN）          | テレビ朝日系列                               | 同時ネット |                                                     |
| 近畿広域圏    | 朝日放送 （ABC）              | テレビ朝日系列                               | 同時ネット | 現：朝日放送テレビ                                  |
| 鳥取県 島根県 | 日本海テレビ （NKT）          | 日本テレビ系列                               | 遅れネット | 2局並行放送                                         |
| 鳥取県 島根県 | 山陰放送 （BSS）              | TBS系列                                      | 遅れネット | 2局並行放送                                         |
| 広島県        | 広島ホームテレビ （UHT→HOME） | テレビ朝日系列                               | 同時ネット |                                                     |
| 山口県        | 山口放送 （KRY）              | 日本テレビ系列 テレビ朝日系列                | 遅れネット |                                                     |
| 香川県 岡山県 | 瀬戸内海放送 （KSB）          | テレビ朝日系列                               | 同時ネット |                                                     |
| 愛媛県        | 南海放送 （RNB）              | 日本テレビ系列                               | 遅れネット |                                                     |
| 高知県        | 高知放送 （RKC）              | 日本テレビ系列                               | 遅れネット |                                                     |
| 福岡県        | 九州朝日放送 （KBC）          | テレビ朝日系列                               | 同時ネット |                                                     |
| 長崎県        | 長崎放送 （NBC）              | TBS系列                                      | 遅れネット |                                                     |
| 熊本県        | 熊本放送 （RKK）              | TBS系列                                      | 遅れネット |                                                     |
| 大分県        | テレビ大分 （TOS）            | 日本テレビ系列 フジテレビ系列 テレビ朝日系列 | 同時ネット |                                                     |
| 宮崎県        | 宮崎放送 （MRT）              | TBS系列                                      | 遅れネット |                                                     |
| 鹿児島県      | 鹿児島放送 （KKB）            | テレビ朝日系列                               | 同時ネット |                                                     |
| 沖縄県        | 琉球放送 （RBC）              | TBS系列                                      | 遅れネット |                                                     |

| テレビ朝日系 月-金曜昼のワイドショー枠 | テレビ朝日系 月-金曜昼のワイドショー枠 | テレビ朝日系 月-金曜昼のワイドショー枠 |
| 前番組                                 | 番組名                                 | 次番組                                 |
| -------------------------------------- | -------------------------------------- | -------------------------------------- |
| この秋一番!                            | なうNOWスタジオ                        | 新・アフタヌーンショー                 |